# Райналд II (Бургундия)
Райналд II (на френски: Renaud II, Rainald II, * 1061, † 1097) от династията Бургундия-Иврея, е от 1082 г. граф на Макон, от 1087 до 1097 г. граф на Бургундия.

## Биография
Той е вторият син на граф Вилхелм I Велики († 12 ноември 1087) и Стефания дьо Лонгви († 19 октомври сл. 1088). Неговият брат Ги дьо Виен става през 1119 г. папа като Каликст II.
Райналд тръгва през 1097 г. на Първи кръстоносен поход и дава управлението на Свободното графство на по-малкия си брат Стефан I за своя малолетен син. По времето на похода той умира.

## Фамилия
Райналд II се жени за Регина от Олтиген († сл. 1097), дъщеря на граф Куно и дъщерята на граф Гизелберт от Люксембург (Вигерихиди). Те имат един син:
- Вилхелм II, наричан Немски (* 1085; † януари 1125).